# Carex jacens
Carex jacens är en halvgräsart som beskrevs av Charles Baron Clarke. Carex jacens ingår i släktet starrar, och familjen halvgräs. Inga underarter finns listade i Catalogue of Life.